# Kuksu Mountains International Baduk Championship
Il Kuksu Mountains International Baduk Championship (국수산맥_국제바둑대회; 国手山脈杯国際囲棋戦) è una manifestazione goistica sudcoreana, che si disputa nella Contea di Gangjin, nella Contea di Yeongam, nella Contea di Sinan e nella provincia del Jeolla Meridionale, luoghi di origine dei goisti 9 dan Kim In, Jo Hoon-hyeon e Lee Se-dol.
La manifestazione prevede un festival internazionale per bambini, una competizione goistica a coppie e un torneo principale, il Campionato internazionale professionistico, che per le prime quattro edizioni è stato a squadre e successivamente individuale.
Il premio in denaro per il vincitore del Campionato mondiale professionistico è di 50 milioni di won, mentre il premio in denaro per il secondo classificato è di 15 milioni di won.
Il premio in denaro per il vincitore della competizione a inviti per coppie maschili e femminili è di 20 milioni di won, mentre il premio in denaro per il secondo classificato è di 10 milioni di won.

## Albo d'oro

### Go a coppie
La prima e la seconda edizione sono state strutturate come un torneo all'italiana, le successive come un torneo a eliminazione diretta. Nell'edizione 2018 fu introdotto il requisito che le coppie fossero formate da goisti di nazionalità differente.
| Edizione | Anno | Vincitore                 | Finalista                   |
| -------- | ---- | ------------------------- | --------------------------- |
| 1        | 2014 | a pari merito             | a pari merito               |
| 2        | 2015 | a pari merito             | a pari merito               |
| 3        | 2016 | Lee Chang-ho e O Yu-jin   | Norimoto Yoda e Xie Yimin   |
| 4        | 2017 | Lee Chang-ho e O Yu-jin   | Chen Shih-yuan e Hei Jiajia |
| 5        | 2018 | Lee Chang-ho e Minquan Lu | Wang Lei e Hei Jiajia       |
| 6        | 2019 | Wang Licheng e Yu Lijun   | Yu Bin e Gaoxing            |

### Torneo principale

#### A squadre
| Edizione | Anno | Primi classificati | Secondi       | Terzi                       | Quarti   |
| -------- | ---- | ------------------ | ------------- | --------------------------- | -------- |
| 1        | 2014 | Cina               | Corea del Sud |                             |          |
| 2        | 2015 | Corea del Sud      | Cina          |                             |          |
| 3        | 2016 | Corea del Sud      | Cina          | Repubblica di Cina (Taiwan) | Giappone |
| 4        | 2017 | Cina               | Corea del Sud | Repubblica di Cina (Taiwan) | Giappone |

#### Individuale
| Edizione | Anno | Vincitore      | Finalista    |
| -------- | ---- | -------------- | ------------ |
| 5        | 2018 | Park Jung-hwan | Wang Yuanjun |
| 6        | 2019 | Chen Yaoye     | Liao Yuanhe  |
| 7        | 2021 | Byun Sang-il   | Shin Jin-seo |
| 8        | 2022 | Shin Jin-seo   | Byun Sang-il |
| 9        | 2023 | Shin Min-jun   | Shin Jin-seo |
| 10       | 2024 | Lai Junfu      | Shin Jin-seo |